# Combat de Saint-Michel-et-Chanveaux (1796)
Pour les articles homonymes, voir Combat de Saint-Michel-et-Chanveaux.
Chouannerie
Le deuxième combat de Saint-Michel-et-Chanveaux a lieu le 26 mars 1796 lors de la Chouannerie.

## Prélude
Le 25 mars 1796, le bataillon des chasseurs belges de Cassel tombe dans une embuscade des chouans à la Croix-Couverte, près du Tremblay, où ils laissent au moins une quarantaine de morts,. 
Après leur victoire, les chouans, commandés par Louis d'Andigné, se retirent à Saint-Michel-et-Chanveaux, un petit bourg situé à proximité de plusieurs bois et forêts. Dès le lendemain du combat de la Croix-Couverte, l'adjudant-général François-Guillaume d'Halancourt, commandant à Segré, décide de lancer une contre-attaque et se porte à la rencontre des chouans,,. 

## Forces en présence
Côté républicain, l'adjudant-général François-Guillaume d'Halancourt passe à l'offensive avec la demi-brigade de l'Allier et les rescapés du bataillon des chasseurs de Cassel. D'après Louis d'Andigné, les républicains rassemblent ainsi 1 500 hommes.
D'Halancourt évalue le nombre des chouans à 3 000, cependant Louis d'Andigné indique dans ses mémoires qu'il a renvoyé plusieurs compagnies après le combat de la Croix-Couverte et qu'il ne commande plus que 500 hommes lors de cette affaire,.

## Déroulement
D'après le récit laissé par Louis d'Andigné dans ses mémoires, les chasseurs de Davoisne engagent les premiers le combat avec les républicains et font plier leur avant-garde. Selon le rapport de d'Halancourt, les chasseurs de Cassel et les chasseurs de la demi-brigade de l'Allier attaquent à la baïonnette les positions tenues par les chouans. 
D'après d'Andigné, les deux camps se retrouvent séparés par un ruisseau assez profond qui ne peut être franchi que par une simple planche. Cependant son guide le dirige sur la gauche de ce passage, ce qui permet aux républicains de le franchir et de le déborder sur sa droite. Les chouans et les républicains s'affrontent alors à très courte distance, certains même au corps à corps. D'Andigné tente de s'aventurer dans un chemin creux, mais il fait aussitôt volte-face en constatant que celui-ci est bordé par un grand nombre d'ennemis. 
Les chouans reculent et finissent par prendre tous la fuite. Selon d'Halancourt, les chouans se battent avec « acharnement », mais ils sont mis en déroute. Les républicains hésitent et lorsqu'ils se décident à lancer la poursuite, leurs adversaires sont hors de portée. D'Andigné se retrouve seul avec un de ses officiers nommé Budan et rejoint une partie de ses hommes près du château de Saint-Michel. 

## Pertes
D'après l'adjudant-général d'Halancourt, six chasseurs et volontaires sont tués, dont un sergent, et dix sont blessés, tandis que le nombre des chouans tués est évalué à soixante,. 
Louis d'Andigné fait quant à lui mention de la perte de six hommes du côté des chouans, contre trente chez les républicains.
Les deux auteurs évoquent également la mort de Bodard, commissaire civil royaliste et ancien procureur du roi à Angers,.